# Belém do Brejo do Cruz
Belém do Brejo do Cruz is een gemeente in de Braziliaanse deelstaat Paraíba. De gemeente telt 7.256 inwoners (schatting 2009).